# بيلاش توث (لاعب كرة قدم مواليد 1997)
بيلاش توث (بالمجرية: Tóth Balázs)‏ هو رياضي ولاعب كرة قدم مجري، ولد في 4 سبتمبر 1997 في Kazincbarcika ‏ في المجر.

## وصلات خارجية
- بيلاش توث (لاعب كرة قدم مواليد 1997) على موقع الاتحاد الدولي (مؤرشف)  (الإنجليزية)
- بيلاش توث (لاعب كرة قدم مواليد 1997) على موقع الاتحاد الأوربي (الإنجليزية)
- بيلاش توث (لاعب كرة قدم مواليد 1997) على موقع اتحاد المجر (الهنغارية)
- بيلاش توث (لاعب كرة قدم مواليد 1997) على موقع قاعدة بيانات كرة القدم.إي يو (الإنجليزية)
- بيلاش توث (لاعب كرة قدم مواليد 1997) على موقع Soccerway.com (الإنجليزية)
- بيلاش توث (لاعب كرة قدم مواليد 1997) على موقع عالم كرة القدم.نت (الإنجليزية)